# Yésica Arrién
Yésica Lorena Arrién (Argentina, 1 de julio de 1980) es una defensora de fútbol argentino que jugó en la selección nacional de fútbol en los Juegos Olímpicos de Pekín 2008.

## Trayectoria
Fue jugadora del Club Estudiantes de La Plata y de Boca Juniors. Actualmente integra el plantel femenino de Villa San Carlos en la Primera División A de Argentina.

## Selección Argentina
En su trayectoria como jugadora de la Selección de Argentina participó de la Copa Mundial Femenina de Fútbol de 2003 y de los Juegos Olímpicos de Pekín 2008.